# Prhyzmica
prhyzmica（プリズミカ）は、民族音楽、電子音楽、ポピュラー音楽を扱う日本の音楽ユニット。

## 概要
2012年に最初のアルバムとなる『Inner self』をリリース以降、2017年1月までにオリジナル・アルバムを11作発表している。それぞれのアルバムは全てジャンルや雰囲気が異なったものとなっている。2017年2月現在、prhyzmicaの楽曲はすべて公式のYouTubeチャンネルで視聴可能となっている。デジタルリリース盤をGumroadから購入することも可能である。

## ディスコグラフィ
1. Inner self（2012年）
2. Locomotive Romance（2012年）
3. Stelo da Fragmento（2012年）
4. Memory（2012年）
5. Endor（2013年）
6. Digitalism（2013年）
7. 月の息（2013年）
8. convergence（2014年）
9. blue（2014年）
10. stream EP（2015年）
11. timescaler（2016年）